# Calfeisental
Das Calfeisental liegt auf Gemeindegebiet von Pfäfers im äussersten Süden des Kantons St. Gallen. Es ist ein bei Vättis abzweigendes Nebental des Taminatals und führt westwärts bis zur Sardonahütte. Im Calfeisental – nicht zu verwechseln mit der Bündner Gemeinde Calfreisen – befindet sich der Stausee Gigerwaldsee, an dessen Westende der kleine Weiler St. Martin liegt.
Zu Beginn des 14. Jahrhunderts besiedelten Walser das Tal. Seit 1652 ist es nicht mehr ganzjährig bewohnt.
Die umliegenden Berge heissen (im Uhrzeigersinn beginnend im Süden bei Vättis): Ringelspitz/Piz Barghis, Tristelhorn, Piz Dolf/Trinserhorn, Surenstock/Piz Sardona, Schiben, Fanastock, Hangsackgrat, Sazmartinshorn und Vättnerchopf.
Ab der Staumauer gehört das Calfeisental zum UNESCO-Welterbe Tektonikarena Sardona.
Das Calfeisental wird von der Tamina durchflossen.

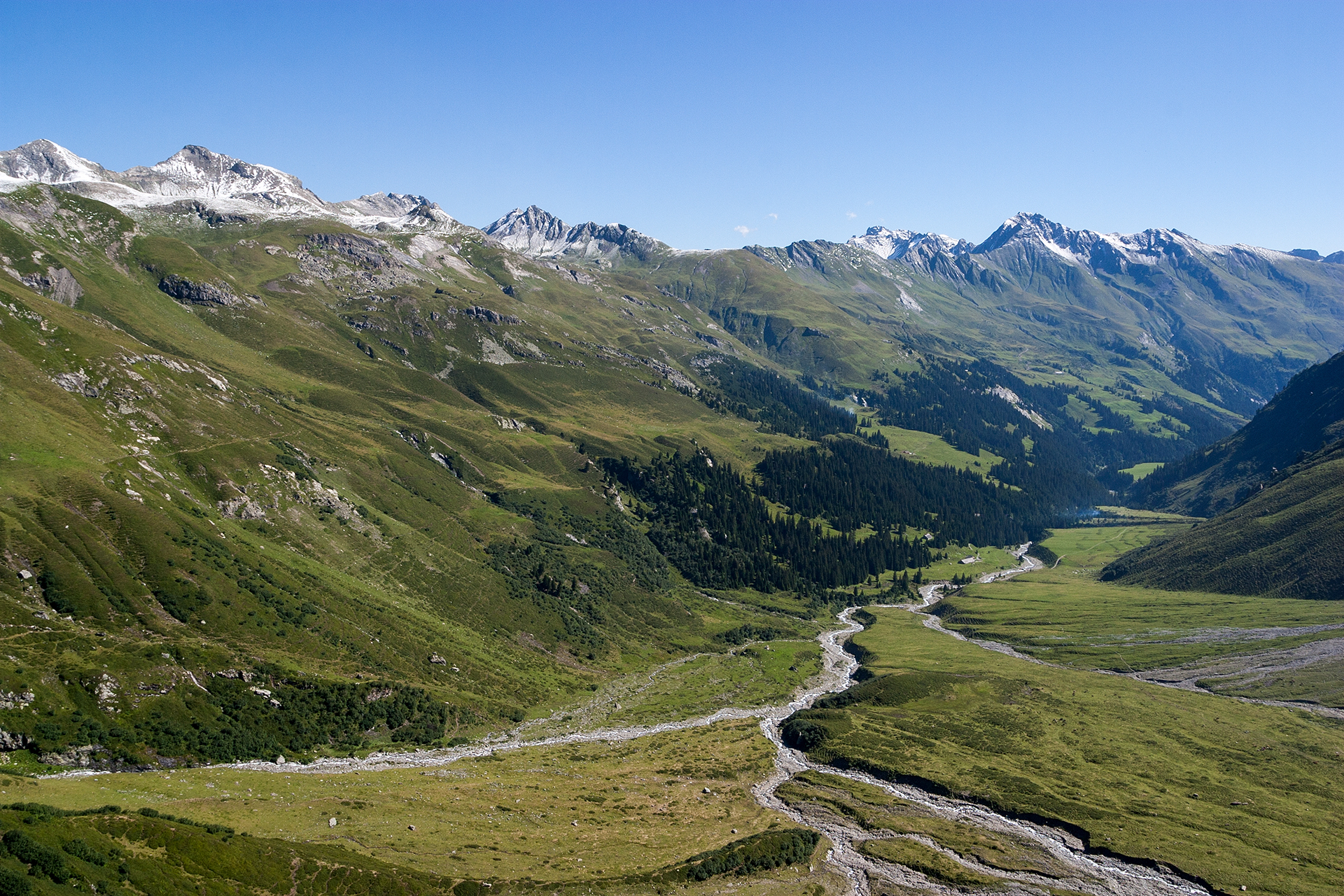
Oberer Abschnitt des Calfeisentals
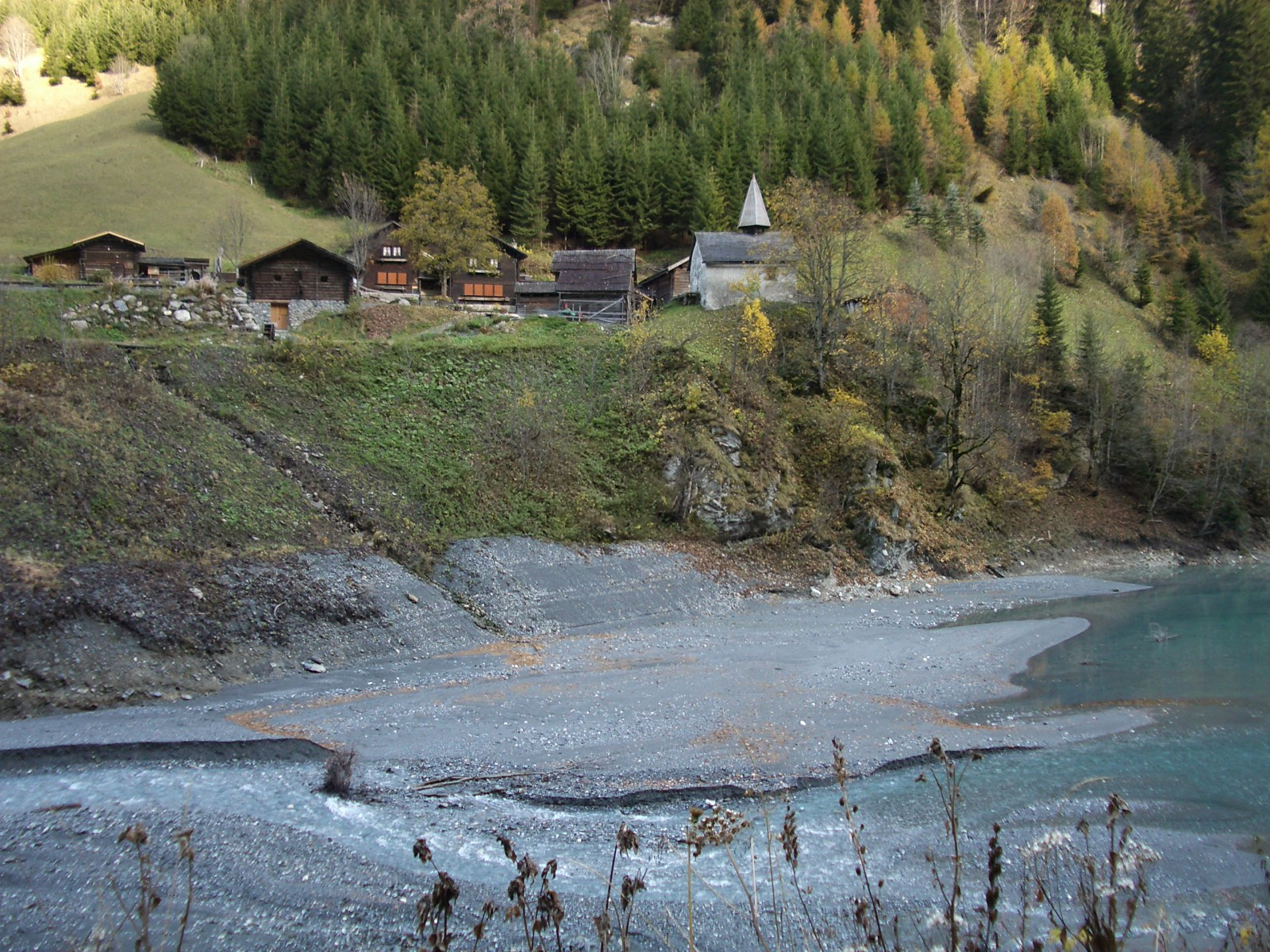
Ehemalige Walser-Siedlung St. Martin
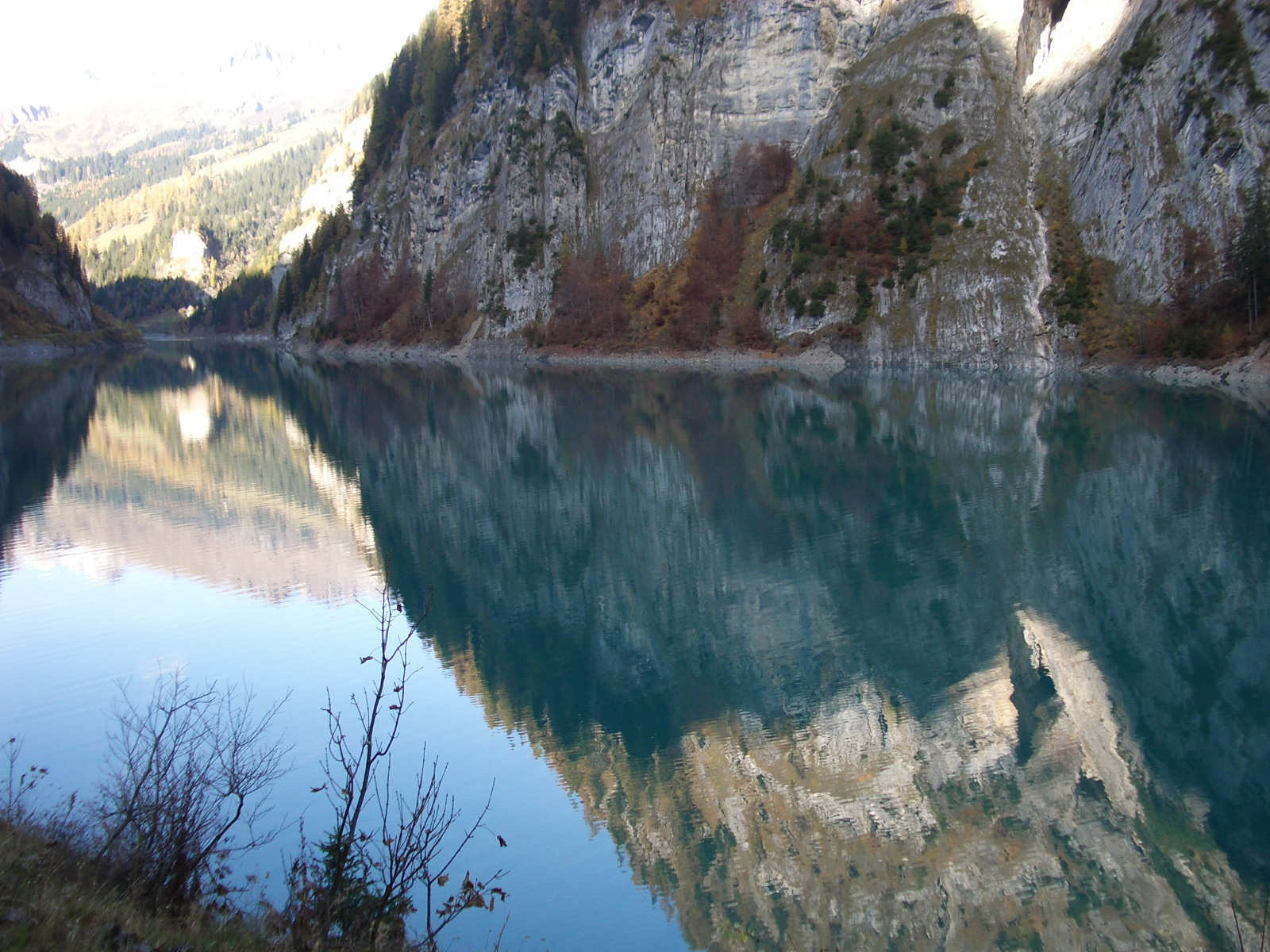
Gigerwaldsee
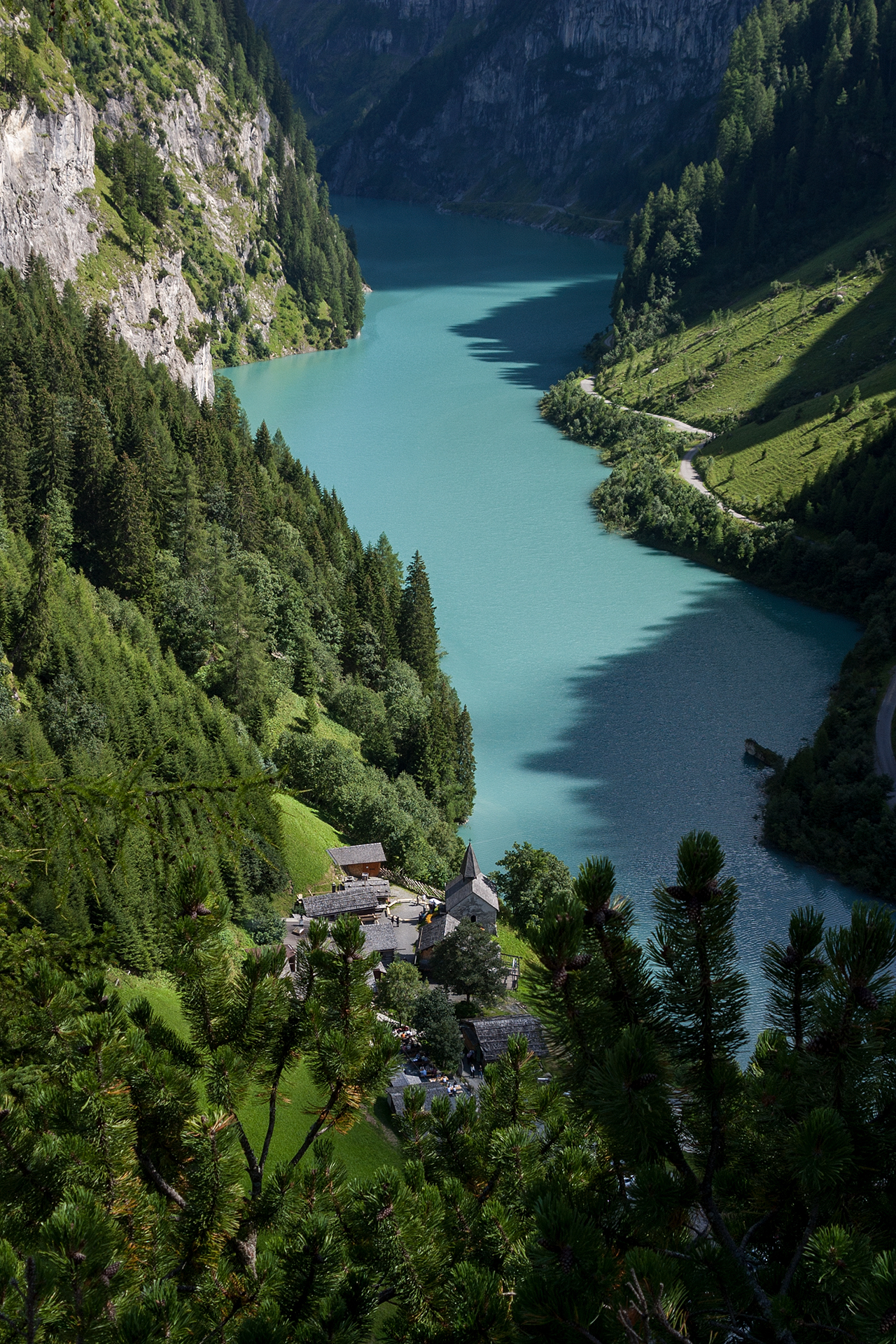
Gigerwaldsee